# Família Imperial del Japó
La Família Imperial del Japó (皇室, kōshitsu) es compon dels membres de la família de l'actual Emperador del Japó que compleix amb les seues obligacions oficials i participa en actes públics, així com els xiquets. En la Constitució del Japó vigent, l'emperador és el símbol de la nació nipona i de la unitat del poble. Els altres membres de la família imperial compleixen amb les seues obligacions cerimonials i socials però no intervenen en assumptes governamentals.
La dinastia japonesa és la monarquia hereditària continuada més antiga del món. La Casa Imperial japonesa reconeix la legitimitat dels cent vint-i-cinc monarques que s'han succeït des de l'ascens de l'Emperador Jinmu, (la data tradicional del qual és la de l'11 de febrer del 660 aC) fins a arribar a l'actual Emperador, Naruhito. La majoria dels historiadors opinen que els catorze primers emperadors més que reals són personatges llegendaris (des de l'Emperador Jimu, a l'Emperador Chuai).

## Membres
- Branca principal
  - Akihito (Emperador emèrit), fill de l'Emperador Showa.
  - Michiko (Emperadriu emèrita)
  - Naruhito (Emperador)
  - Masako (Emperadriu)
  - Aiko de Toshi (Princesa imperial), filla de l'Emperador Naruhito.
- Família Akishino
  - Fumihito d'Akishino (Príncep hereu), Príncep Akishino, 1r a la línia de successió.
  - Kiko d'Akishino (Princesa hereva), Princesa Akishino.
  - Kako d'Akishino (Princesa imperial), filla del Príncep Akishino.
  - Hisahito d'Akishino (Príncep imperial), fill del Príncep Akishino, 2n a la línia de successió.
- Família Hitachi
  - Masahito de Hitachi (Príncep imperial), Príncep Hitachi, 3r a la línia de successió.
  - Hanako de Hitachi (Princesa imperial), Princesa Mikasa.
- Família Mikasa
  - Nobuko de Mikasa (Princesa imperial), viuda del 2n Príncep Mikasa.
  - Akiko de Mikasa (Princesa imperial), filla del 2n Príncep Mikasa.
  - Yōko de Mikasa (Princesa imperial), filla del 2n Príncep Mikasa.
- Família Takamado
  - Hisako de Takamado (Princesa imperial), viuda del Príncep Takamado.
  - Tsuguko de Takamado (Princesa imperial), filla del Príncep Takamado.

Mon de la família Akishino
Mon de la família Hitachi
Mon de la família Mikasa
Mon de la família Takamado